# Акбашское сельское поселение (Бугульминский район)
Акбашское се́льское поселе́ние — муниципальное образование в Бугульминском районе Татарстана Российской Федерации.
Административный центр — железнодорожная станция Акбаш.

## История
Статус и границы сельского поселения установлены Законом Республики Татарстан от 31 января 2005 года № 18-ЗРТ «Об установлении границ территорий и статусе муниципального образования "Бугульминский муниципальный район" и муниципальных образований в его составе».

## Население
| 2010 | 2011 | 2012 | 2013 | 2014 | 2015 | 2016 |
| ---- | ---- | ---- | ---- | ---- | ---- | ---- |
| 813  | ↘812 | ↘787 | ↘776 | ↘761 | ↘745 | ↘729 |
| 2017 | 2018 |      |      |      |      |      |
| ↘709 | ↗710 |      |      |      |      |      |

## Состав сельского поселения
| № | Населённый пункт | Тип населённого пункта                          | Население |
| - | ---------------- | ----------------------------------------------- | --------- |
| 1 | Акбаш            | железнодорожная станция, административный центр |           |
| 2 | Андреевка        | село                                            |           |
| 3 | Кирилловка       | деревня                                         |           |